# گرگوری پواریر
گرگوری پواریر (انگلیسی: Gregory Poirier؛ زادهٔ ۱۹ مهٔ ۱۹۶۱) نویسنده و کارگردان اهل ایالات متحده آمریکا است.

## فیلم‌شناسی
- آوای تندر
- سخن‌چینی
- کتاب رمز
- همسایه جاسوس
- بیگانه